# Rick Hoffman
Rick Hoffman (Nova York, 12 de juny de 1970) és un actor estatunidenc, principalment conegut per la seva interpretació de Patrick Van Dorn a Jake in Progress i de Louis Litt a la sèrie de televisió Suits.

## Biografia
Hoffman va néixer a Nova York i va créixer a Roslyn Heights. És fill de Gail i Charlie Hoffman. Té un germà petit, Jeff. Es va graduar a la The Wheatley School d'Old Westbury abans d'assistir a la Universitat d'Arizona, on va ser membre de la fraternitat Zeta Beta Tau (ZBT). Després de graduar-se es va traslladar a Los Angeles, on va iniciar la seva carrera artística.
Hoffman va realitzar el seu primer paper, un guarda de seguretat, en la pel·lícula Conspiracy Theory de 1997. Va fer alguns petits papers abans no va aconseguir el seu primer paper protagonista, interpretant a Freddie Sacker en la sèrie de televisió de Darren Star The $treet l'any 2000, que va ser retirat d'antena després de només set episodis, però que li permeté centrar-se en la seva carrera artística i tornar a Nova York. Més tard va participar en altres sèries de televisió, interpretant a Terry Loomis a la sèrie de Steven Bochco Philly (2001-2002); Jerry Best a The Bernie Mac Show (2002–2005), Patrick Van Dorn a la comèdia de John Stamos Jake in Progress (2004–2005) i Chase Chapman a la comèdia de l'ABC Samantha Who? (2007–2009). El 2011 va començar a interpretar el paper de Louis Litt a la sèrie de USA Network Suits, que encara interpreta en l'actualitat.
Pel que fa al cinema, Hoffman ha participat a The Day After Tomorrow, Blood Work, Hostel, Cellular i The Condemned.

## Filmografia

### Cinema
| Any  | Títol                  | Paper                  | Notes               |
| ---- | ---------------------- | ---------------------- | ------------------- |
| 1997 | Conspiracy Theory      | Agent de seguretat     |                     |
| 1998 | Lethal Weapon 4        | Policia                |                     |
| 2002 | Blood Work             | James Lockridge        |                     |
| 2004 | The Day After Tomorrow | Empresari de Nova York | No surt als crèdits |
| 2004 | Our Time Is Up         | Gay Man                | Curtmetratge        |
| 2004 | Cellular               | Lawyer                 |                     |
| 2005 | Jake in Progress       | Patrick Van Dorn       |                     |
| 2005 | Hostel                 | Empresari estatunidenc |                     |
| 2007 | Smiley Face            | Angry Face             |                     |
| 2007 | The Condemned          | Goldy                  |                     |
| 2007 | Hostel: Part II        | American Businessman   | Flashback           |
| 2007 | Postal                 | Mr. Blither            |                     |
| 2014 | Locker 13              | Armando                |                     |

### Televisió
| Any          | Títol                              | Paper                           | Notes                                          |
| ------------ | ---------------------------------- | ------------------------------- | ---------------------------------------------- |
| 2000         | The $treet                         | Freddie Sacker                  |                                                |
| 2001–2002    | Philly                             | Terry Loomis                    |                                                |
| 2002–2005    | The Bernie Mac Show                | Jerry Best                      | 10 episodis                                    |
| 2002         | Andy Richter Controls the Universe | Arnich                          |                                                |
| 2002         | Crossing Jordan                    | Phil Berman                     | episodi: "As If by Fate"                       |
| 2003, 2009   | CSI: Miami                         | Bruno Gomez/Darren Ripley       | 2 episodis                                     |
| 2004         | The Practice                       | D.A. Harvey Clarke              | 3 episodis                                     |
| 2004         | Monk                               | Agent Kohlms                    | Episodi: "Monk Meets the Godfather"            |
| 2005         | CSI: NY                            | Dr. Miles Feldstein             | 1 episodi                                      |
| 2006         | Commander in Chief                 | Lance Addison                   | 2 episodis                                     |
| 2006         | American Dad                       | Caroler #1 / John Hinkley (veu) | Episodi: "The Best Christmas Story Never Told" |
| 2007         | Chuck                              | Agent Scary                     | Episodi: "Chuck Versus the Sandworm"           |
| 2007         | CSI: Crime Scene Investigation     | Michael Raykirk                 | Episodi: "Cockroaches"                         |
| 2007         | Shark                              | Sam Harris                      | Episodi: "Here Comes the Judge"                |
| 2007–09      | Samantha Who?                      | Chase Chapman                   | Paper habitual, 9 episodis                     |
| 2008         | Law & Order: Special Victims Unit  | Gary Lesley                     | Episodi: "Closet"                              |
| 2008         | Las Vegas                          | Scott Noel                      | Episodi: "2 on 2"                              |
| 2008         | NCIS                               | Kelvin Ridgeway                 | Episodi: "In the Zone"                         |
| 2008         | Leverage                           | Alan Hoss                       | Episodi: "The Two-Horse Job"                   |
| 2009         | Knight Rider                       | Christopher Stevens             | 2 episodis                                     |
| 2009         | Lie to Me                          | Peters                          | Episode: "The Best Policy"                     |
| 2010         | Better Off Ted                     | Veridian Foundation Head        | Episodi: "Mess of a Salesman"                  |
| 2010         | Human Target                       | Shelly                          | Episode: "Ilsa Pucci"                          |
| 2010         | The Mentalist                      | Christopher Lynch               | Episode: "Red Letter"                          |
| 2010         | Numb3rs                            | Award Show Producer             | Episodi: "And the Winner is..."                |
| 2011–present | Suits                              | Louis Litt                      | Paper principal                                |
| 2016         | Ballers                            | NFL PA Rep                      | Episodi: "Most Guys"                           |